# 名和靖
名和 靖（なわ やすし、安政4年10月8日（1857年11月24日） - 大正15年（1926年）8月30日）は、明治・大正時代の日本の昆虫学者。「昆虫翁」と呼ばれた。

## 来歴・人物
- 1857年（安政4年） - 美濃国本巣郡十五条村（現岐阜県瑞穂市重里）に生まれる。幼い頃より昆虫が好きだったという。
- 1878年（明治11年） - 岐阜農事講習所（後の岐阜県農学校、現岐阜県立岐阜農林高等学校）に入学し、1882年には岐阜県農学校の助手となる。

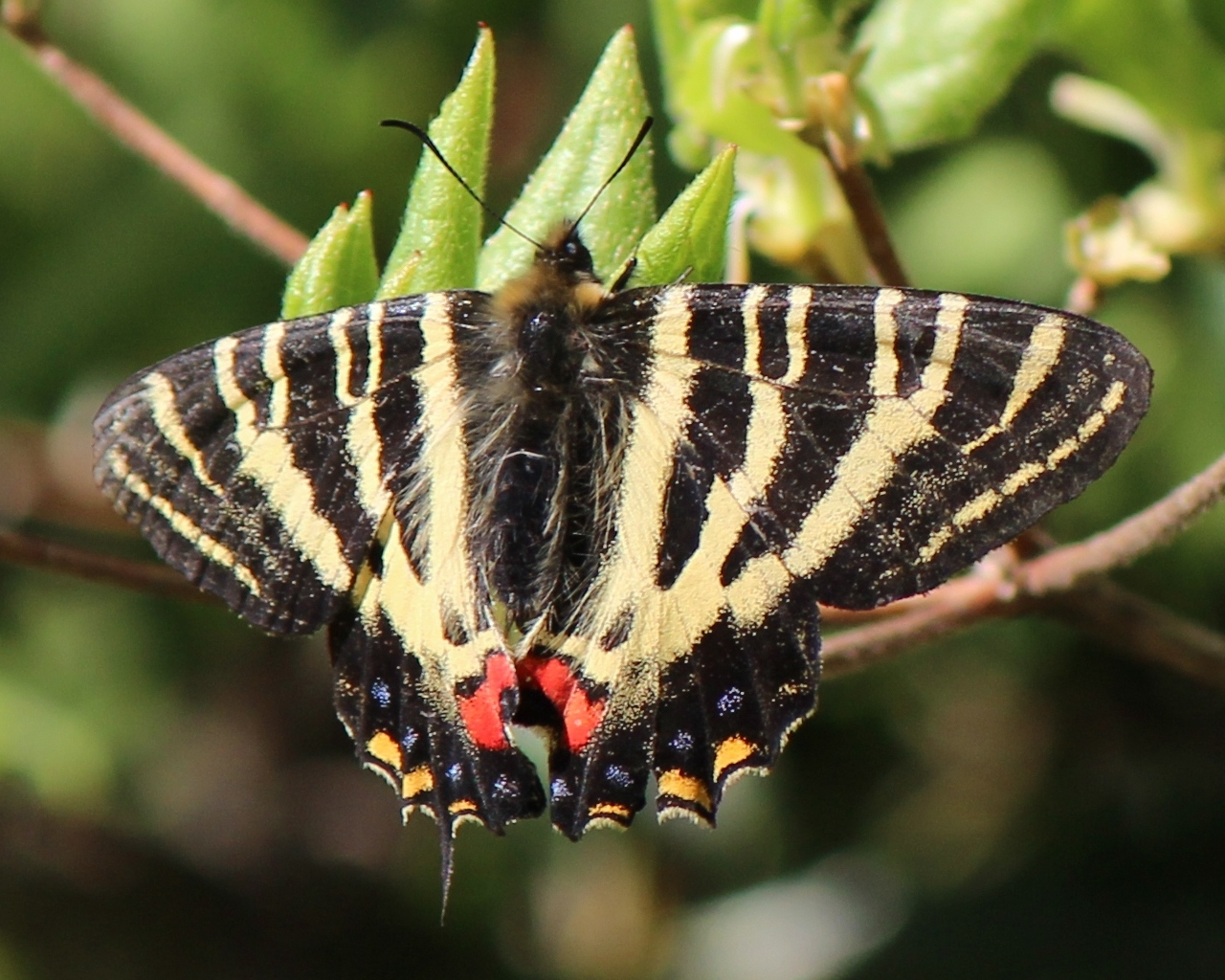
名和靖が命名したギフチョウ

- 1883年（明治16年）4月24日 - 岐阜県郡上郡祖師野村（現下呂市金山町祖師野）にて、新種のチョウを発見。ギフチョウと命名する[注釈 1]。
- 1886年（明治19年） - 帝国大学（後の東京大学）に半年間入学し、中学教諭免許をとる。その後、岐阜県内で旧制中学校、尋常小学校の教師を勤める[要出典]。
- 1896年（明治29年） - 私立名和昆虫研究所（現在の財団法人名和昆虫研究所）を設立[1]。益虫保護、害虫駆除、シロアリ駆除など、応用昆虫学の研究に力をつくす。
- 1907年（明治40年） - 名和昆虫研究所記念館を開館（設計 武田五一、施工 村田組）。
- 1907年（明治40年）4月21日 - 浅草に通俗教育昆虫館を開館。
- 1919年（大正8年） - 名和昆虫博物館を開館[2]（設計 武田五一）。
- 1919年（大正8年） - 還暦を祝って岐阜市大宮町（名和昆虫博物館の近く）に昆虫供養の昆蟲碑が建てられる（設計 武田五一）。

## 著書
- 名和靖『昆虫世界 : 薔薇之一株』名和昆虫研究所、1897年。
- 名和靖編『袖珍害虫防除要覧』名和昆虫研究所、1905年。
- 名和靖・木村定次郎『新式昆虫標本製作法』博文館、1909年。
- 名和靖『害虫図解 第1-25』名和昆虫研究所、1899-1909。
- 名和靖『昆虫翁白話』名和昆虫工芸部、1924年。

## 栄典

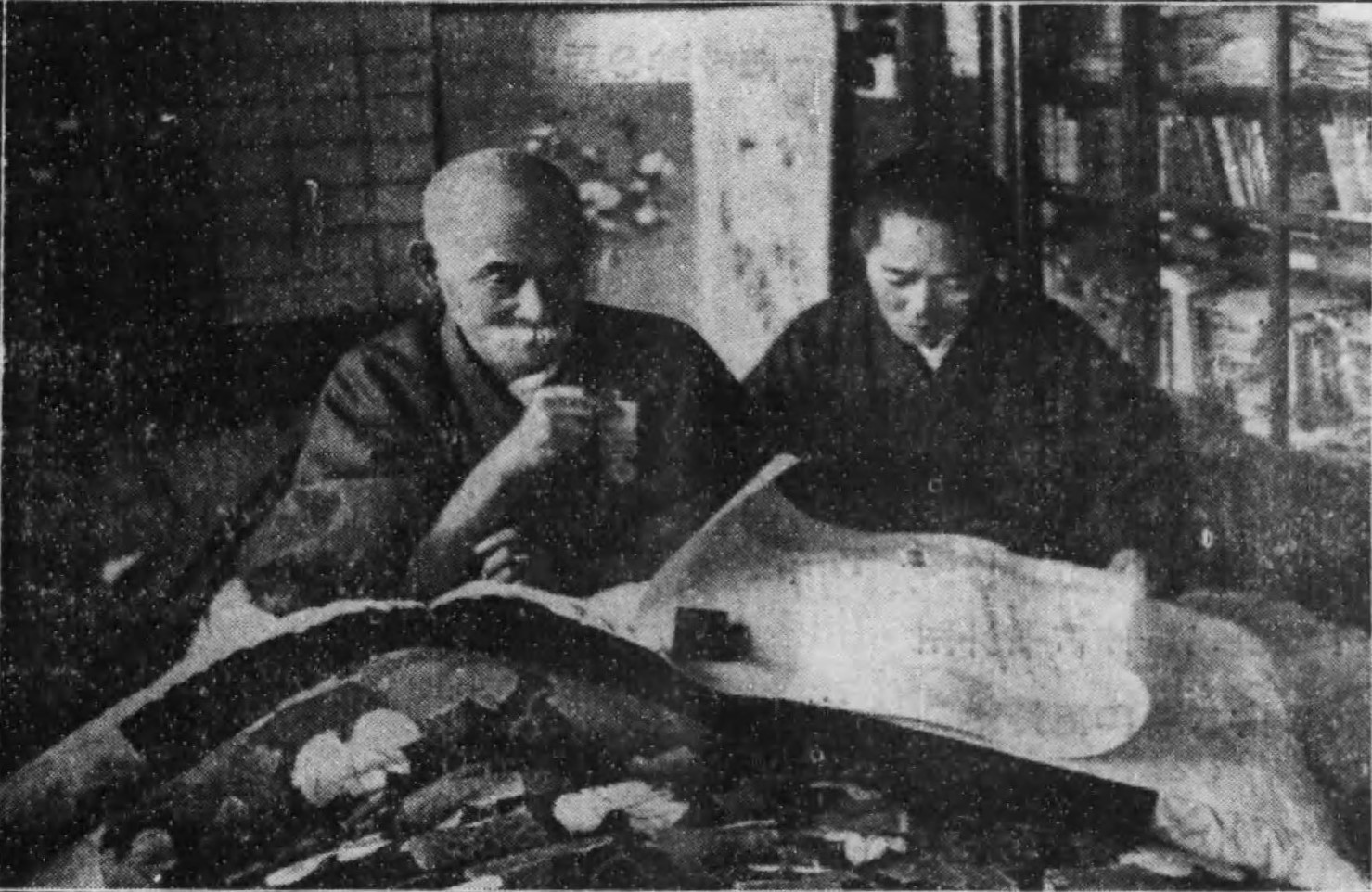
1923年（大正12年）1月20日の名和靖夫妻。授与された藍綬褒章と飾版を佩用する。

- 藍綬褒章 - 1901年（明治34年）5月14日[3]
- 藍綬褒章飾版 - 1923年（大正12年）1月13日[4]
- 勲五等瑞宝章 - 1923年2月11日[5]
- 正六位[6]